# Mount Lambe
Mount Lambe är ett berg i Kanada.   Det ligger i provinsen Alberta, i den centrala delen av landet, 3 100 km väster om huvudstaden Ottawa. Toppen på Mount Lambe är 3 183 meter över havet, eller 298 meter över den omgivande terrängen. Bredden vid basen är 1,4 km.
Terrängen runt Mount Lambe är huvudsakligen bergig, men den allra närmaste omgivningen är kuperad.Trakten runt Mount Lambe är nära nog obefolkad, med mindre än två invånare per kvadratkilometer.. Det finns inga samhällen i närheten. 
Trakten runt Mount Lambe består i huvudsak av gräsmarker.